# Fleur Pellerin
Fleur Pellerin, geboren Kim Jong-sook (Seoel, 29 augustus 1973) is een Franse politica, actief voor de Parti socialiste, en bekleedde voor de partij tussen 2012 en 2016 verschillende ministerposten en meerdere regeringslegislaturen.

## Biografie
Kim Jong-sook werd geboren in de Zuid-Koreaanse hoofdstad Seoel in 1973. Ze was een vondelinge, en werd verzorgd in een weeshuis alvorens geadopteerd te worden in februari 1974 op de leeftijd van zes maanden door het Franse gezin Pellerin. Pellerin studeerde aan de École nationale d'administration, Sciences Po en de ESSEC Business School.
In mei 2012 werd Pellerin door de Franse president François Hollande voorgedragen als minister van kleine of middelgrote ondernemingen, innovatie en digitale economie. Deze functie zou ze uitoefenen in de regeringen Ayrault I en Ayrault II. In de daaropvolgende korte regeerperiode van de regering-Valls I is ze vierenhalve maand staatssecretaris belast met buitenlandse handel, promotie van het toerisme en Fransen in het buitenland. Wanneer vervolgens de regering-Valls II wordt samengesteld, krijgt ze terug een ministerpost, ditmaal Cultuur en Communicatie, die ze behoudt tot ook deze regering in februari 2016 ten val was gekomen.
Na haar politieke carrière begeeft ze zich als beheerder van een beleggingsfonds in de zakenwereld.
- Bibliothèque nationale de France: cb17019911n (data)
- Gemeinsame Normdatei: 1106401212
- International Standard Name Identifier: 0000 0004 2042 3035
- Library of Congress Control Number: no2015124333
- Réseau des bibliothèques de Suisse occidentale: 02-A025450240
- Système universitaire de documentation: 172138752
- Virtual International Authority File: 305417819
- WorldCat: E39PBJxMpX6bffqc6xGg9rY773